# Ludfisk
Ludfisk eller ludefisk (norsk lutefisk, svensk lutfisk) er en traditionel ret af tørret fisk, som er udblødt i lud og derefter udvandet. Ludfisk spises i Norge, Sverige og dele af Finland. Den er en typisk juleret. I Danmark har retten muligvis været brugt i ældre tid.
I Norge blev der i 2004 solgt mere end 2600 ton ludfisk.
USA er det land i verden, hvor der spises mest ludfisk, da mange amerikanere af skandinavisk oprindelse holder traditionen i hævd. Madison, Minnesota kalder sig ligefrem verdens ludfiskehovedstad.
- Wikimedia Commons har flere filer relateret til Ludfisk

| Mad og drikke | Spire Denne artikel om mad og drikke er en spire som bør udbygges. Du er velkommen til at hjælpe Wikipedia ved at udvide den. |